# Rakotule
Rakotule – wieś w Chorwacji, w żupanii istryjskiej, w gminie Karojba. W 2011 roku liczyła 226 mieszkańców.